# Agence de l'eau Seine-Normandie
L'agence de l'eau Seine-Normandie (AESN) est l'une des six agences françaises chargées de la lutte contre la pollution et de la protection des milieux aquatiques.
Elle exerce ses missions sur le territoire français du bassin-versant de la Seine et des cours d'eau côtiers de Normandie.

## Missions
L’agence de l’eau Seine-Normandie est un établissement public de l’État, placé sous la tutelle de deux ministères : le ministère chargé de l’Environnement et le ministère chargé des Finances.
L'agence de l'eau finance les ouvrages et les actions qui contribuent à préserver les ressources en eau et à lutter contre les pollutions, en respectant le développement des activités économiques, sur son territoire de compétence : le bassin hydrographique de la Seine et des fleuves côtiers normands.
Pour ce faire, elle perçoit des redevances auprès de l'ensemble des usagers. Celles-ci sont redistribuées sous forme de subventions et/ou d'avances aux collectivités locales, aux industriels, aux artisans, aux agriculteurs ou aux associations qui entreprennent des actions de protection du milieu naturel.

## Le conseil d'administration
Le conseil d'administration propose au comité de bassin le projet de programme d’intervention et son financement (proposition du taux des redevances). Il définit les conditions générales de fonctionnement de l’agence de l’eau et d’attribution des aides et apprécie, via une commission ad hoc, le bien-fondé des demandes d’aides des maîtres d’ouvrage présentées par le directeur de l’agence de l’eau. Il arrête le budget de l’agence. Il comprend 35 membres :
- 11 représentants des collectivités locales, élus par et parmi les représentants des collectivités territoriales au comité de bassin,
- 11 représentants des usagers, élus par et parmi les représentants des usagers au comité de bassin,
- 11 représentants de l’État et de ses établissements publics, dont la liste est établie par la loi,
- 1 représentant du personnel de l’Agence et son suppléant.

Le président du conseil d’administration est le préfet de la région Île-de-France.

## Le comité de bassin
Le comité de bassin est une assemblée politique jouant le rôle de "Parlement de l'eau" sur le territoire du bassin Seine-Normandie. Rassemblant des représentants de tous les acteurs concernés, il est le lieu de concertation privilégié entre les usagers, les collectivités locales et l'État sur les enjeux lié à l'eau.
Cette assemblée de 185 membres, élus pour 6 ans,  établit, sur proposition du conseil d’administration, le programme d’intervention de l’Agence de l’eau : les types de travaux à réaliser ainsi que les modalités d’aides (subvention, avance) relatives à ces travaux. Il fixe également le taux des redevances pour financer le programme d’intervention.
Le comité de bassin est également chargé de l’élaboration du Schéma directeur d'aménagement et de gestion des eaux (SDAGE) et de la consultation du public sur la politique de l'eau.
Instauré par la loi du 16 décembre 1964, le comité de bassin est le lieu de concertation sur la politique de l'eau entre les usagers, les collectivités locales et l'État. Il est composé de trois collèges :
- Le collège des élus (parlementaires, régions, départements,communes ou leur groupement)
- Le collège des usagers (agriculteurs, industriels, associations, milieux socio-professionnels et personnes qualifiées)
- Le collège de l’État (services déconcentrés, établissements publics…)

Son président est élu tous les trois ans.
Depuis le 10 juillet 2014, le président du comité de bassin Seine-Normandie est François Sauvadet, ancien ministre, président du conseil départemental de la Côte-d'Or.

## Territoire
L'agence de l'eau Seine-Normandie compte six délégations territoriales : Seine-Amont, Vallées de Marne, Vallées d'Oise, Seine Francilienne, Seine-Aval et Bocages Normands.
L’agence est structurée en métiers, déployés sur l’ensemble du bassin, pour conserver une cohérence dans les actions menées et les méthodes utilisées tout en coordonnant l’activité sur l’ensemble du territoire qui se compose du fleuve de la Seine, de ses affluents (l’Yonne, la Marne, l’Oise), et de petits fleuves de la côte normande (la Vire, la Sélune, l’Arques, la Bresle…). Il compte 55 000 km de rivières et s’étend sur 95 000 km2, soit 18 % du territoire français.
Le bassin est en outre riche en eaux souterraines. Ces eaux souterraines permettent de satisfaire près de 60 % des besoins en eau potable et jouent un rôle déterminant dans le fonctionnement des rivières.
La façade littorale du bassin Seine-Normandie s'étend de la baie du Mont-Saint-Michel au pays de Caux, couvrant environ 650 kilomètres de linéaire côtier, 154 plages et 19 ports. La fréquentation touristique en haute saison est estimée à 1 200 000 personnes pour une population de 550 000 habitants.
Il possède deux des plus importants ports fluviaux : Paris (Port de Gennevilliers) et Rouen.
Le bassin comprend près de 8 138 communes, s’étend sur 28 départements et concerne 6 régions. Sa population est de 18,3 millions d’habitants. La région d’Ile-de-France compte à elle seule 11,8 millions d’habitants.
Dans le cadre de Cigéo, l'Agence nationale pour la gestion des déchets radioactifs, en collaboration avec l'agence de l'eau, a développé un réseau de suivi des eaux superficielles.

### Zones humides remarquables
Une cartographie homogène basée sur la photo-interprétation à l’échelle du bassin Seine Normandie a permis d’identifier 5 592 km2 de zones à dominante humide soit 5,9 % du bassin Seine-Normandie. Les prairies et formations forestières représentent la majorité des surfaces à dominantes humides soit 74 %.
Le bassin comprend cinq sites Ramsar, à savoir :
- Marais de SACY, 47e zones humides RAMSAR française
- Marais Vernier, 44e site RAMSAR français
- Étangs de la Champagne humide dans le Grand Est
- Marais  du  Cotentin  et  du  Bessin (qui comprend la baie des Veys) en Normandie
- Baie du mont Saint-Michel entre Bretagne et Normandie

Le Grand Est héberge presque tous les grands lacs de Seine (à l'exception du lac de Pannecière, sis en Bourgogne-Franche-Comté). Les lacs de Seine champenois, à savoir le lac du Der-Chantecoq ainsi que ceux situés dans le parc naturel régional de la forêt d'Orient (que sont le lac d'Orient et les lacs Amance et du Temple) constituent les étangs de la Champagne humide.
Les zones basses du parc naturel régional des Marais du Cotentin et du Bessin deviendraient saumâtres, n'étaient les portes à flot qui se referment à marée haute. Pendant la deuxième guerre mondiale, les Allemands détruisirent les portes à flot, ce qui conduisit à la mort par noyade de nombreux parachutistes dans les environs de Sainte-Mère-Église. La Seine étant fortement polluée aux PCBs, les phoques de la baie des Veys (baie secondaire de la Baie de Seine) sont contaminés de façon assez alarmante.

## Onzième programme d'intervention 2019-2024
Le 11e programme, intitulé programme « Eau et climat », détermine pour une durée de 6 ans le montant des aides et des redevances. Ainsi, c'est 3,84 milliards d'euros qui sont prévus sur 6 ans pour reconquérir la qualité de l'eau et s'adapter au changement climatique.
Il s’inscrit également dans les évolutions législatives en matière de domaine d’intervention de l’agence de l'eau, et élargit son champ d’action à la préservation de la biodiversité en lien avec les enjeux propres à la gestion de l’eau et de mise en œuvre des objectifs de la directive cadre sur l’eau.
Le 9 octobre 2018, le comité de bassin Seine-Normandie a approuvé à l’unanimité le 11e programme d’intervention de l’agence de l’eau Seine-Normandie.  
Les priorités du programme "Eau et climat"
L'agence de l'eau Seine-Normandie se fonde sur les cinq priorités fixées par le Ministère de la transition écologique et solidaire, à savoir :
- l'atteinte des objectifs de bon état des masses d'eau fixé conformément au SDAGE.
- l'adaptation au changement climatique ;
- la reconquête de la biodiversité ;
- la mobilisation des acteurs et la solidarité entre les territoires ;
- la protection de la santé publique'

Pour consulter les aides du programme "Eau & climat" : https://programme-eau-climat.eau-seine-normandie.fr/[style à revoir]
Le comité de bassin Seine-Normandie souhaite également que la stratégie d'adaptation au changement climatique se traduise de façon opérationnelle au sein du programme. L'élaboration du 11e programme répond aux nouveaux enjeux de gouvernance et d'organisation de l'action publique (Loi NOTRe, GEMAPI…) tout en visant à une meilleure efficacité des aides attribuées par l'agence de l'eau.